# Skærød
Skærød er en bydel i Helsinge i Nordsjælland. Skærød var indtil 1. januar 2011 at betragte som en landsby med 642 indbyggere (2010) . Skærød er beliggende tre kilometer vest for Helsinge centrum, tre kilometer øst for Ramløse og 18 kilometer nord for Hillerød. Byen tilhører Gribskov Kommune og er beliggende i Ramløse Sogn, Holbo Herred, Frederiksborg Amt.
Der er bevaret et mindre antal huse i den oprindelige landsby, men udbygningen af Helsinge industrikvarter, der bl.a. rummer genbrugsstationen i Gribskov Kommune, samt et større nybyggeri overfor dette industrikvarter, betyder at der er få hundrede meter mellem Skærød og Helsinge, således var Skærød fra 1. januar 2011 at betragte som sammenvokset med Helsinge by.
Umiddelbart uden for landsbyen i retning mod Huseby er der en fin udsigt over Arresø. Ved hovedvej 205 ligger en mindre landejendom, hvor der i sommermånederne er en stort anlagt park med Dahlia, som tiltrækker mange besøgende.

## Historie
I 1682 bestod Skærød af 7 gårde og 2 huse uden jord. Det samlede dyrkede areal udgjorde 184,1 tønder land skyldsat til 28,52 tdr hartkorn. Dyrkningsformen var trevangsbrug.